# Пеструха
Пеструха — деревня в Верховажском районе Вологодской области.
Входит в состав Чушевицкого сельского поселения, с точки зрения административно-территориального деления — в Чушевицкий сельсовет.
Расстояние по автодороге до районного центра Верховажья — 51,6 км, до центра муниципального образования Чушевиц — 15 км. Ближайшие населённые пункты — Ростово, Мыс, Красулино.
По переписи 2002 года население — 4 человека.